# 阿尔弗雷德·格德斯
阿尔弗雷德·格德斯（德語：Alfred Gerdes，1916年10月24日—1962年12月10日），德国男子曲棍球运动员。他曾代表德国参加1936年夏季奥林匹克运动会曲棍球比赛，获得一枚银牌，他在比赛的三场比赛当中均有上场。